# Копіапо (вулкан)
Копіапо (ісп. Copiapó) — вулкан у чилійському регіоні Атакама. Цей вулкан розділяє дві частини Національного парку Невадо-Трес-Крусес та розташований неподалік від вершини Охос-дель-Саладо.